# Aeroporto Internacional Tribhuvan
O Aeroporto Internacional Tribhuvan (em nepalês: त्रिभुवन अन्तर्राष्ट्रिय विमानस्थल) (IATA: KTM, ICAO: VNKT) é um aeroporto internacional localizado na cidade de Catmandu, capital do Nepal, sendo o principal e o único internacional do país.